# ماری باشکیرتسف
ماری باشکیرتسف (انگلیسی: Marie Bashkirtseff; ۲۴ نوامبر ۱۸۵۸ – ۳۱ اکتبر ۱۸۸۴.) نقاش، مجسمه‌ساز، نویسنده، و زندگی‌نامه‌نویس اهل امپراتوری روسیه بود.

## نگارخانه

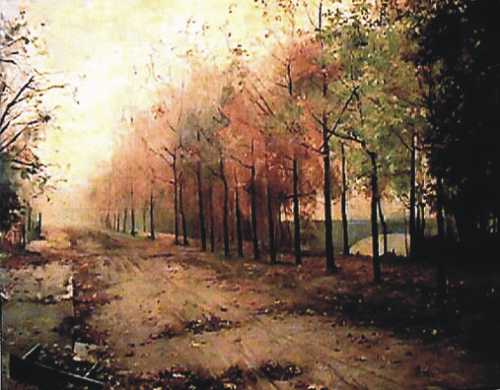
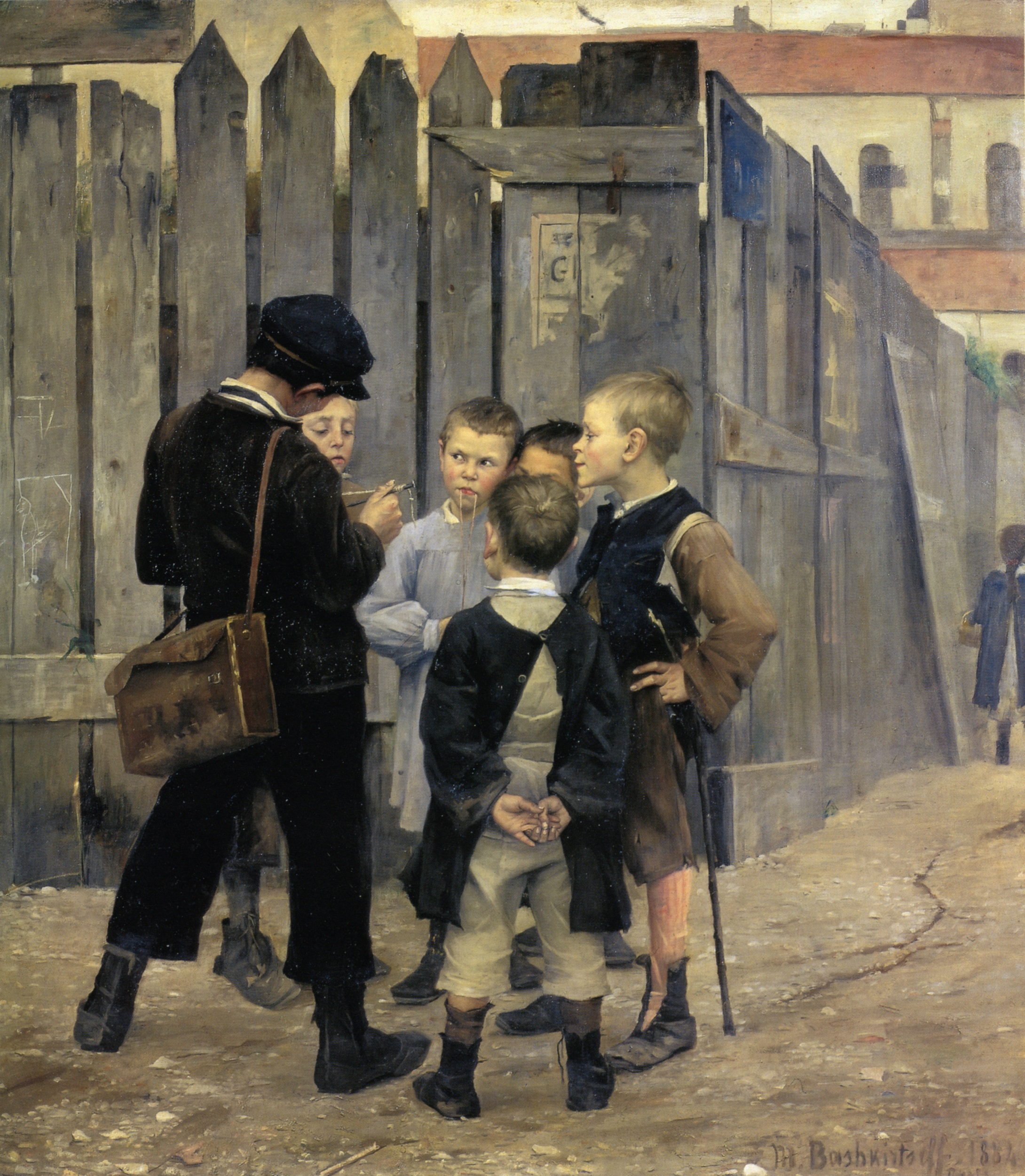
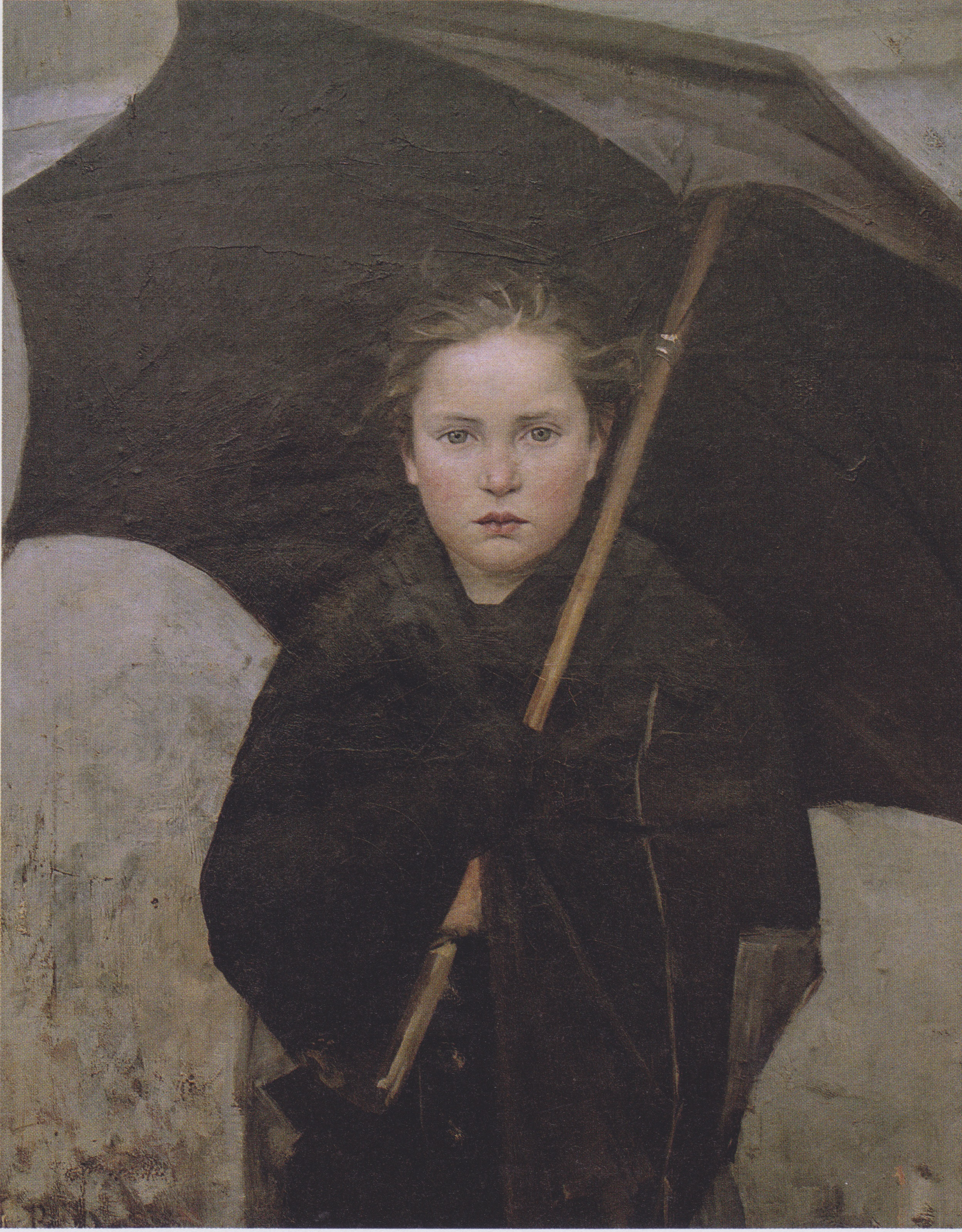
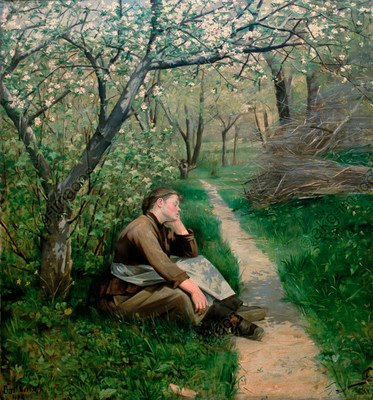